# Pîlîpivka, Ciudniv
Pîlîpivka (în ucraineană Пилипівка) este un sat în comuna Peatka din raionul Ciudniv, regiunea Jîtomîr, Ucraina.

## Demografie
Componența lingvistică a localității Pîlîpivka
     Ucraineană (70,98%)
     Rusă (29,02%)
Conform recensământului din 2001, majoritatea populației localității Pîlîpivka era vorbitoare de ucraineană (70,98%), existând în minoritate și vorbitori de rusă (29,02%).